# Бибельнхайм
Бибельнхайм (нем. Biebelnheim) — община в Германии, в земле Рейнланд-Пфальц. 
Входит в состав района Альцай-Вормс. Подчиняется управлению Альцай-Ланд.  Население составляет 668 человек (на 31 декабря 2010 года). Занимает площадь 6,20 км².